# Ptilinis
Els ptilinis (Ptiliini) són una tribu de coleòpters polífags de la subfamília de Ptiliinae.

## Gèneres
- Actidium
- Babrama
- Bambara
- Bicavella
- Cochliarion
- Cnemadoxia
- Dipentium
- Euryptilium
- Gomyella
- Greensladella
- Kimoda
- Kuschelidium
- Malkinella
- Micridina
- Micridium
- Motschulskium
- Nossidium
- Notoptenidium
- Oligella
- Ptenidium
- Ptenidotonium
- Ptiliola
- Ptiliolum
- Ptilium
- Sindosium